# Santa Maria de Lamas
Pour les articles homonymes, voir Santa Maria.
Santa Maria de Lamas est une paroisse civile portugaise (en portugais : freguesia) de la municipalité de Santa Maria da Feira dans le district d'Aveiro.

## Démographie
Lors du recensement de 2021, Santa Maria de Lamas compte 4 747 habitants.